# محمد جهانفرد
محمد جهانفرد (زادهٔ ۵ آبان ۱۳۲۲ در تهران) صدابردار موسیقی اهل ایران است. وی در ضبط بسیاری از برنامه‌های رادیو مانند «گلها» مشارکت داشته و به عنوان یکی از قدیمی‌ترین صدابرداران موسیقی شناخته می‌شود.

## زندگی‌نامه
محمد جهانفرد در ۵ آبان سال ۱۳۲۲ در تهران متولد شد. پس از پایان تحصیلات ابتدایی و متوسطه در سال ۱۳۴۴ در آزمون استخدامی رادیو در رشتهٔ خبرنگاری و صدابرداری شرکت کرد و پس از موفقیت، دوره‌های تخصصی را طی کرد و در رشتهٔ صدابرداری فعالیت خود را آغاز نمود.

## فعالیت‌ها
جهانفرد از سال ۱۳۴۸ ضبطِ بیشتر برنامه‌های موسیقی رادیو نظیر: «گل‌های رنگارنگ»، «گل‌های جاویدان»، «گل‌های صحرایی»، «یک شاخه گل»، «برگ سبز»، «گل‌های تازه» و … را عهده‌دار بود. وی در سال ۱۳۴۹ برای نخستین بار در ایران، برنامه‌ای را به صورت «استریو» ضبط کرد. او در مسابقات صدابرداری که از سال ۱۳۵۲ تا ۱۳۵۶ برگزار می‌شد، ۳ بار به عنوان بهترین صدابردار رادیو برگزیده شد. وی از سال ۱۳۵۸ تا ۱۳۶۵ سرپرست گروه صدای رادیو بود. جهانفرد در طول فعالیت‌های هنری خود با بسیاری از هنرمندان موسیقی ایران در رادیو، وزارت فرهنگ و هنر و تالار رودکی همکاری داشته و بیش از هزار برنامهٔ موسیقی برای رادیو تهیه و ضبط نموده‌است.
در سال ۱۳۹۰ مراسم نکوداشت محمد جهانفرد به همراه محمود امینی در خانهٔ موسیقی ایران برگزار شد.